# Amazonides ungemachi
Amazonides ungemachi là một loài bướm đêm trong họ Noctuidae.